# Межейко, Виктор Иванович
Виктор Иванович Межейко (укр. Віктор Іванович Межейко; род. 6 октября 1953 года с. Чапаевка Пологовского района Запорожской области, УССР, СССР) — председатель Запорожского областного совета в 2013—2015, заместитель председателя Запорожской областной федерации футбола, член исполкома Федерации футбола Украины, член президиума Федерации футбола Украины (с 2007), депутат Запорожского областного совета, член Президиума Запорожского областного совета, председатель правления благотворительного фонда «Запорожская инициатива».

## Биография
Родился в с. Чапаевка, Пологовский район. В 1977 году окончил Запорожский машиностроительный институт, по специальности радиоинженер. Начал свой трудовой путь в 1971 году с монтажника радиоаппаратуры сборочного цеха Запорожского завода передвижных электростанций. В 1977—1981 — мастер цеха, начальник технического бюро цеха, начальник отдела комплектации Запорожского завода «Радиоприбор». 1981—2006 — начальник футбольной команды, директор стадиона «Металлург», президент футбольного клуба «Металлург» Запорожье. В 2000 году окончил Запорожский юридический институт Днепропетровского государственного университета внутренних дел, по специальности правоведение. 1996—2000 — вице-президент Профессиональной футбольной лиги Украины. В 2001 году Межейко было присвоено звание «Заслуженный работник физической культуры и спорта Украины». С апреля 2006 года — депутат Запорожского областного совета по списку Партии регионов, был председателем постоянной комиссии по вопросам молодёжной политики, постоянной комиссии областного совета по гуманитарным вопросам, с 2011 года — член исполнительного комитета Запорожского городского совета. 30 мая 2013 года избран председателем Запорожского областного совета.
13 июля 2015 года по делу о разгоне сторонников Евромайдана у здания Запорожской ОГА 26 января 2015 года приговорён Кировским районным судом Кировограда к 5 годам лишения свободы с отсрочкой исполнения в 3 года, лишением права занимать соответствующие должности на три года и возмещением суммы ущерба потерпевшим лицам. Свою вину не признал.

### Образование
- 1977 — Запорожский машиностроительный институт, по специальности радиоинженер
- 2004 — Запорожский юридический институт, по специальности «Правоведение»

### Семья
- Жена — Людмила Александровна, дочь

### Награды и звания
- Заслуженный работник физической культуры и спорта Украины (2001 г.)
- Обладатель национальной премии престижа «Личность — 2006»[5].
- Орден «За заслуги» III степени (2004 г.)[6]
- Грамота Верховного Совета Украины «За заслуги перед Украинским народом» (2006 г.)
- Орден «За заслуги перед Запорожским краем» II степени (2010)
- Удостоен почётного звания «Рыцарь Отчизны» с вручением «Золотого креста достоинства и победы» (2007 г.)
- Орден «За заслуги» II степени (2011 г.)[7]